# Abaï (métro d'Almaty)
Abaïa
Cet article concerne la station du métro d’Almaty. Pour la localité de l’oblys de Karaganda, voir Abaï.
Abaï (kazakh : Абай (Abai)) ou Abaïa (russe : Абая) est une station de la ligne 1 du métro d'Almaty. Elle est située à Almaty au Kazakhstan.
Elle est mise en service en 2011, avec le premier tronçon du métro.

## Situation sur le réseau
Établie en souterrain, Abaï est une station de la Ligne 1 du métro d'Almaty, située entre la station Almaly, en direction de la station terminus nord (provisoire) Raïymbek batyr, et la station Baïqonyr, en direction de la station terminus sud (provisoire) Mäskeou.

## Histoire
La station Abaï est mise en service le 1er décembre 2011, lors de l'ouverture à l'exploitation du premier tronçon, long de 7,6 km, de la ligne 1 du métro d'Almaty, entre Raïymbek batyr et Alataou. Le nom de la station est un hommage à Abaï Kounanbaïouly, un grand poète kazakh, également compositeur et philosophe considéré comme l'un des pères de la nation.